# Leandro Bolmaro
Leandro Nicolás Bolmaro (Las Varillas, 11 de septiembre de 2000) es un baloncestista argentino que pertenece a la plantilla del Olimpia Milano de la Serie A italiana. Con 1,98 m de altura, juega en la posición de alero.

## Trayectoria

### Club Almafuerte de las Varillas
Mientras se desempeñaba como atleta, empezaría a jugar al baloncesto en el Club Almafuerte de las Varillas, donde estaría hasta 2017.

### Bahía Basket
Llegó a Bahía Basket en el año 2017 para disputar la Liga de Desarrollo de la LNB. En el año 2018 el cordobés integró el combinado internacional que enfrentó a un seleccionado juvenil de Estados Unidos, en el marco de la edición 21 del Nike Hoops Summit que se jugó en el Moda Center de Portland, Oregón, donde son locales los Blazers.

### Barcelona
El 6 de agosto de 2018 se confirmó su llegada al Barcelona con la intención de que se integrara en el equipo júnior del club azulgrana, aunque jugó la mayor parte de la temporada en el Barça B de la Liga LEB Oro. Tras la grave lesión de Thomas Heurtel y las diversas bajas producidas en la posición de base a principios de la temporada 2019-20, Bolmaro entró de lleno en las rotaciones del primer equipo. En agosto de 2020 renovó su contrato por tres temporadas, pasando a ser jugador del primer equipo a todos los efectos.
En febrero de 2021, consiguió su primer título con el FC Barcelona al ganar la Copa del Rey. Luego, ganaría la Liga ACB, el premio a jugador más espectacular de la ACB y estaría en el quinteto ideal joven de la ACB.  

### NBA
El 18 de noviembre de 2020, Bolmaro fue seleccionado en la vigesimotercera posición del draft de la NBA de 2020 por New York Knicks, equipo que posteriormente lo traspasó a los Minnesota Timberwolves. Bolmaro se convirtió en el jugador elegido en la mejor posición para un argentino en la historia de la NBA, y el segundo en ser escogido en la primera ronda después de Carlos Delfino en la elección del año 2003. A pesar de la elección, al día siguiente confirmó que se quedaba en el FC Barcelona.
En septiembre de 2021, se confirmó su fichaje por Minnesota: cuatro temporadas (las dos primeras garantizadas) por 11,8 millones de dólares. El 20 de octubre de 2021, hizo su debut en la NBA con una victoria por 126-104 contra los Houston Rockets marcando sus primeros dos puntos en la liga.
El 1 de julio de 2022 es traspasado, junto a Malik Beasley, Patrick Beverley, Walker Kessler y Jarred Vanderbilt a Utah Jazz, a cambio de Rudy Gobert. El 16 de febrero de 2023 fue cortado por los Jazz.

### Regreso a la liga ACB
El 2 de marzo de 2023 firmó contrato con el Lenovo Tenerife de la liga ACB.

### Alemania
El 19 de julio de 2023, firma por el  Bayern de Múnich de la BBL.
El 18 de febrero de 2024, gana con el Bayern de Múnich la Copa de baloncesto de Alemania 2024.

### Italia
Después de una temporada con el Bayern, el 8 de julio de 2024 fichó con el Olimpia Milano de la Serie A.

## Selección nacional
En verano de 2021, fue parte de la selección absoluta argentina que participó en los Juegos Olímpicos de Tokio 2020, que quedó en séptimo lugar.
En septiembre de 2022 disputó con el combinado absoluto argentino el FIBA AmeriCup de 2022, ganando el oro al derrotar al combinado brasileño en la final.

## Estadísticas de su carrera en la NBA

### Temporada regular
| Año     | Equipo    | PJ | PT | MPP | %TC  | %3P  | %TL  | RPP | APP | ROB | TPP | PPP |
| ------- | --------- | -- | -- | --- | ---- | ---- | ---- | --- | --- | --- | --- | --- |
| 2021-22 | Minnesota | 35 | 2  | 6.9 | .315 | .278 | .846 | 1.2 | .6  | .2  | .0  | 1.4 |
| 2022-23 | Utah      | 14 | 0  | 4.9 | .150 | .0   |      | .5  | .5  | .2  | .1  | 0.4 |
| Total   | Total     | 49 | 2  | 6.3 | .270 | .227 | .846 | 1   | .6  | .2  | .0  | 1.1 |

## Palmarés

### FC Barcelona
- Liga ACB (1): 2020-2021
- Copa del Rey (1): 2021

### Consideraciones individuales
- Jugador Más Espectacular de la ACB (1): 2020-2021
- Mejor Quinteto Joven ACB 2021